# Б'юна-Віста (Вірджинія)
Б'юна-Віста (англ. Buena Vista) — незалежне місто в США,  в штаті Вірджинія. Населення — 6641 особа (2020).

## Географія
Б'юна-Віста розташована за координатами 37°43′54″ пн. ш. 79°21′23″ зх. д. / 37.73167° пн. ш. 79.35639° зх. д. ( 37.731663, -79.356375).  За даними Бюро перепису населення США в 2010 році місто мало площу 17,59 км², з яких 17,36 км² — суходіл та 0,22 км² — водойми.

## Демографія
Згідно з переписом 2010 року, у місті мешкало 6650 осіб у 2603 домогосподарствах у складі 1726 родин. Густота населення становила 378 осіб/км².  Було 2936 помешкань (167/км²). 
Расовий склад населення:
| - 91,0 % — білих - 5,2 % — чорних або афроамериканців - 1,1 % — корінних американців - 0,4 % — азіатів - 0,2 % — вихідців з тихоокеанських островів |

До двох чи більше рас належало 1,7 %. Іспаномовні складали 1,5 % від усіх жителів.
За віковим діапазоном населення розподілялося таким чином: 21,4 % — особи молодші 18 років, 62,5 % — особи у віці 18—64 років, 16,1 % — особи у віці 65 років та старші. Медіана віку мешканця становила 37,6 року. На 100 осіб жіночої статі у місті припадало 87,0 чоловіків;  на 100 жінок у віці від 18 років та старших — 83,9 чоловіків також старших 18 років.
Середній дохід на одне домашнє господарство  становив 39 854 долари США (медіана — 29 097), а середній дохід на одну сім'ю — 46 970 доларів (медіана — 34 087). Медіана доходів становила 32 032 долари для чоловіків та 21 985 доларів для жінок. За межею бідності перебувало 28,4 % осіб, у тому числі 39,5 % дітей у віці до 18 років та 15,2 % осіб у віці 65 років та старших.
Цивільне працевлаштоване населення становило 2824 особи. Основні галузі зайнятості: освіта, охорона здоров'я та соціальна допомога — 26,3 %, виробництво — 22,8 %, мистецтво, розваги та відпочинок — 12,3 %, роздрібна торгівля — 7,0 %.